# Renault Arkana
Renault Arkana este un SUV crossover compact (segmentul C) cu o linie a acoperișului spate înclinată, fabricat de producătorul francez de automobile Renault.